# Álgebra diferencial
Em matemática, anéis diferenciais, corpos diferenciais e álgebras diferenciais são anéis, corpos e álgebras equipados com uma derivação, a qual é um função unária satisfazendo a lei do produto de Leibniz. Um exemplo natural de corpo diferencial é o corpo de funções sobre os números complexos em uma variável, C(t), onde a derivação é diferenciação com relação a t.

## Anel diferencial
Um anel diferencial é um anel R equipado com uma ou mais derivações, isto é, homomorfismos aditivos
{\displaystyle \partial :R\to R\,}
tais que cada derivação satisfaz a regra do produto de Leibniz
{\displaystyle \partial (r_{1}r_{2})=(\partial r_{1})r_{2}+r_{1}(\partial r_{2}),\,}
para quaisquer {\displaystyle r_{1},r_{2}\in R}. 
Observe que o anel pode não ser comutativo, então a forma razoavelmente padrão d(xy) = xdy + ydx para a regra do produtoem contextos comutativos pode ser falsa. Se {\displaystyle M:R\times R\to R} é a multiplicação no anel, a regra do produto é a igualdade
{\displaystyle \partial \circ M=M\circ (\partial \otimes \operatorname {id} )+M\circ (\operatorname {id} \otimes \partial ).}
em que {\displaystyle f\otimes g} é a função que leva o par {\displaystyle (x,y)} no par {\displaystyle (f(x),g(y))}.